# 高瀬川一之船入
座標: 北緯35度0分44.2秒 東経135度46分11.3秒 / 北緯35.012278度 東経135.769806度

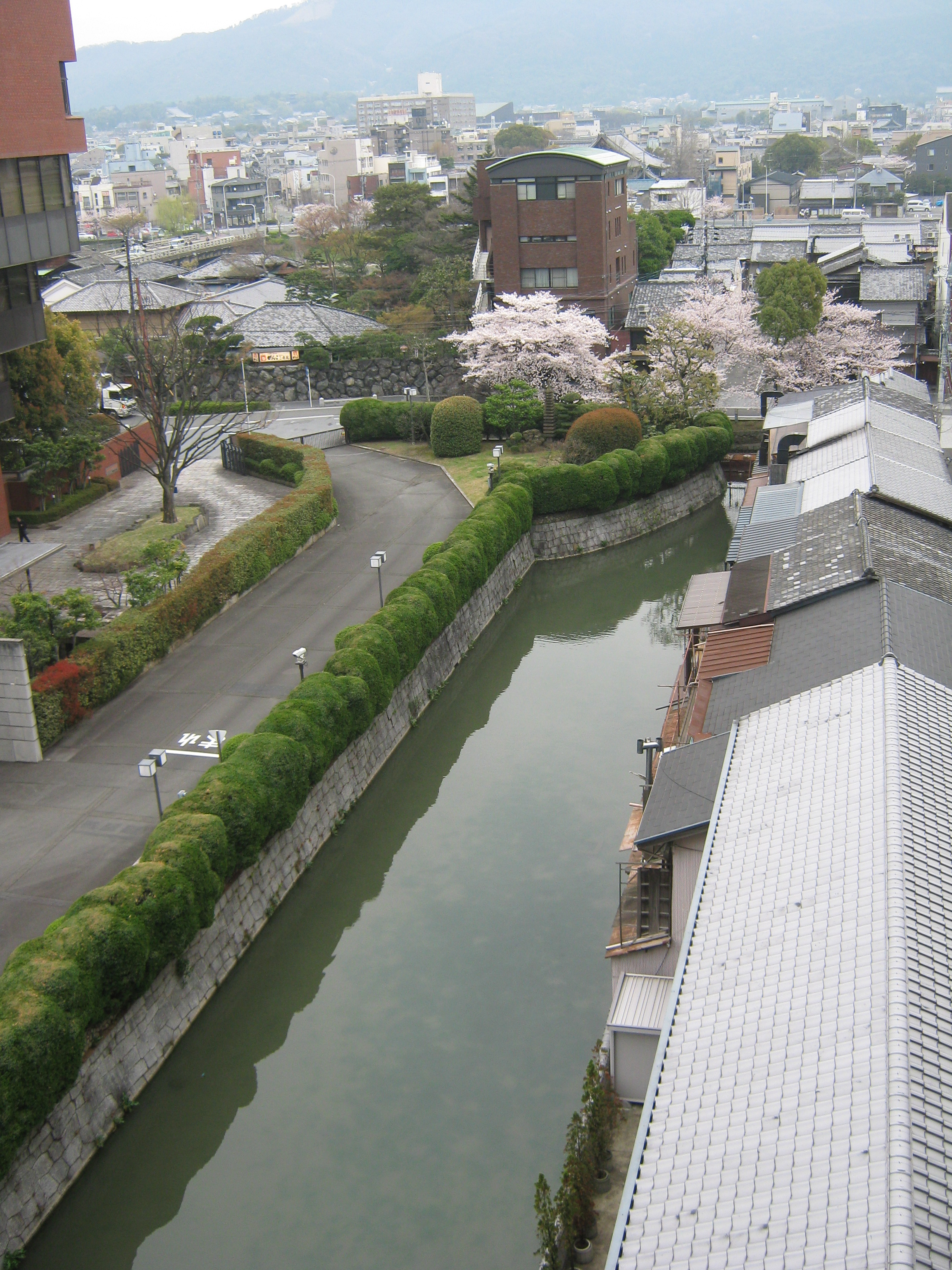
一之船入（水路・現在の日本銀行京都支店〈左〉が陸揚場）

高瀬川一之船入（たかせがわいちのふないり）は、京都府の高瀬川に附属して作られた浜地（船を接岸させるための入り江）である。所在地は京都市中京区木屋町通二条下ル西側一之船入町。1934年（昭和9年）1月22日、国の史跡に指定された。

## 概要
伏見にある三栖浜（宇治川との合流点）から積荷を満載して人力で曳き上ってきた高瀬舟がこの浜で荷を陸揚げし、船を方向転換させた。高瀬川の船入は二条から四条までの約1キロメートルの間に設けられた。全盛期には9つ（およそ100メートル〈一町〉間隔）の船入があったが、水運の盛衰によってその数が増減したため、9つすべての船入が揃った古地図は存在しない。二之船入は幻の船入とも呼べるもので、宝永2年（1705年）以前のわずか十数年間しか存在しなかった。二之船入は浜地の北に隣接した長州藩の邸内に包括されたものと考えられる。
現存するのは一之船入のみで（2010年4月現在）、一之船入手前の高瀬川に往時の高瀬舟が再現されている。
このほか、船入の小規模のものを「舟廻し」と呼び、これらは四条より下流に設けられ、歴史的には5つから7つあったことが確認できる。

## 高瀬川と船入について
- 高瀬川 (京都府)#歴史の節を参照。

## ギャラリー

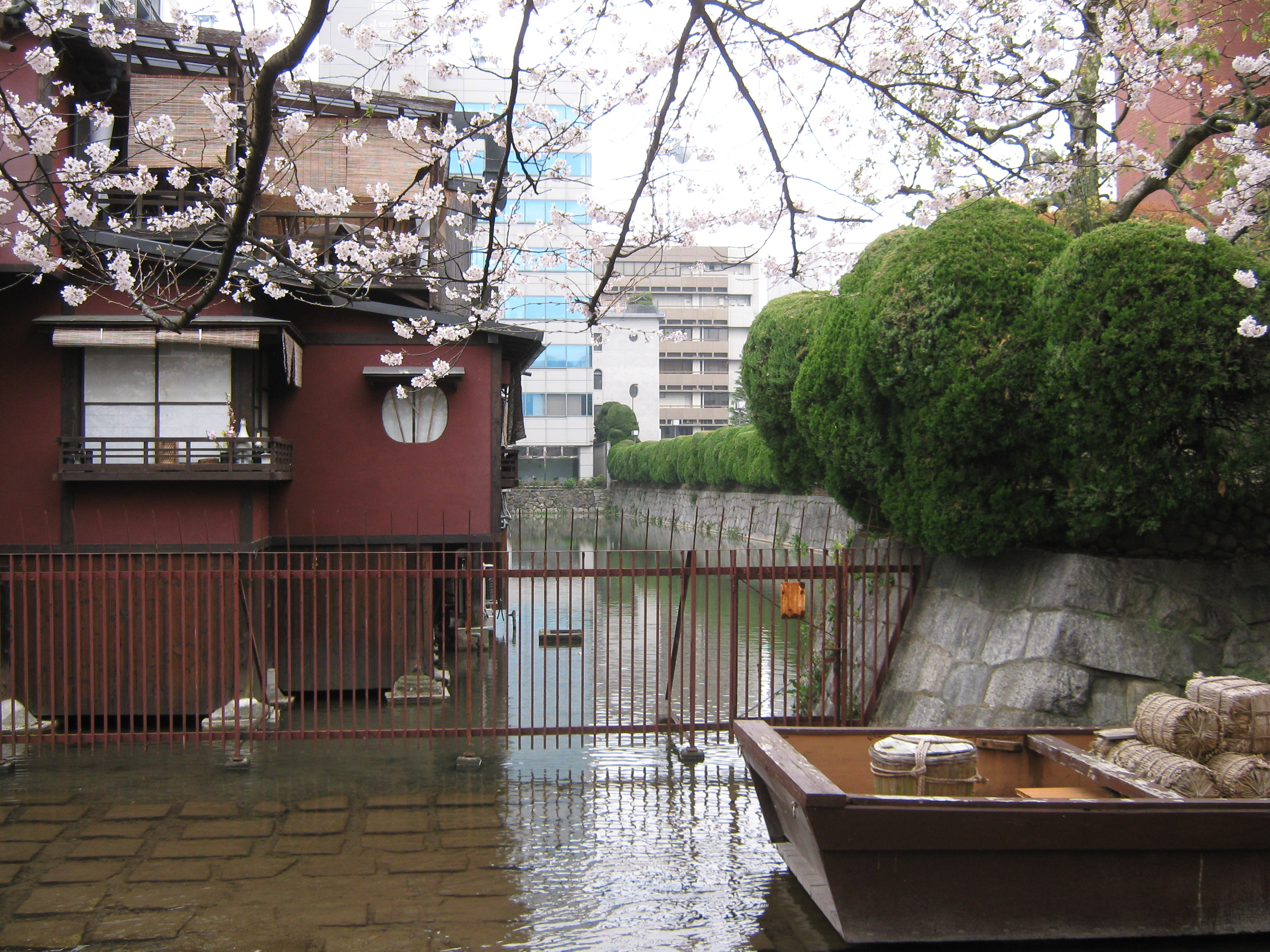
高瀬川から見た一之船入（奥の水路）
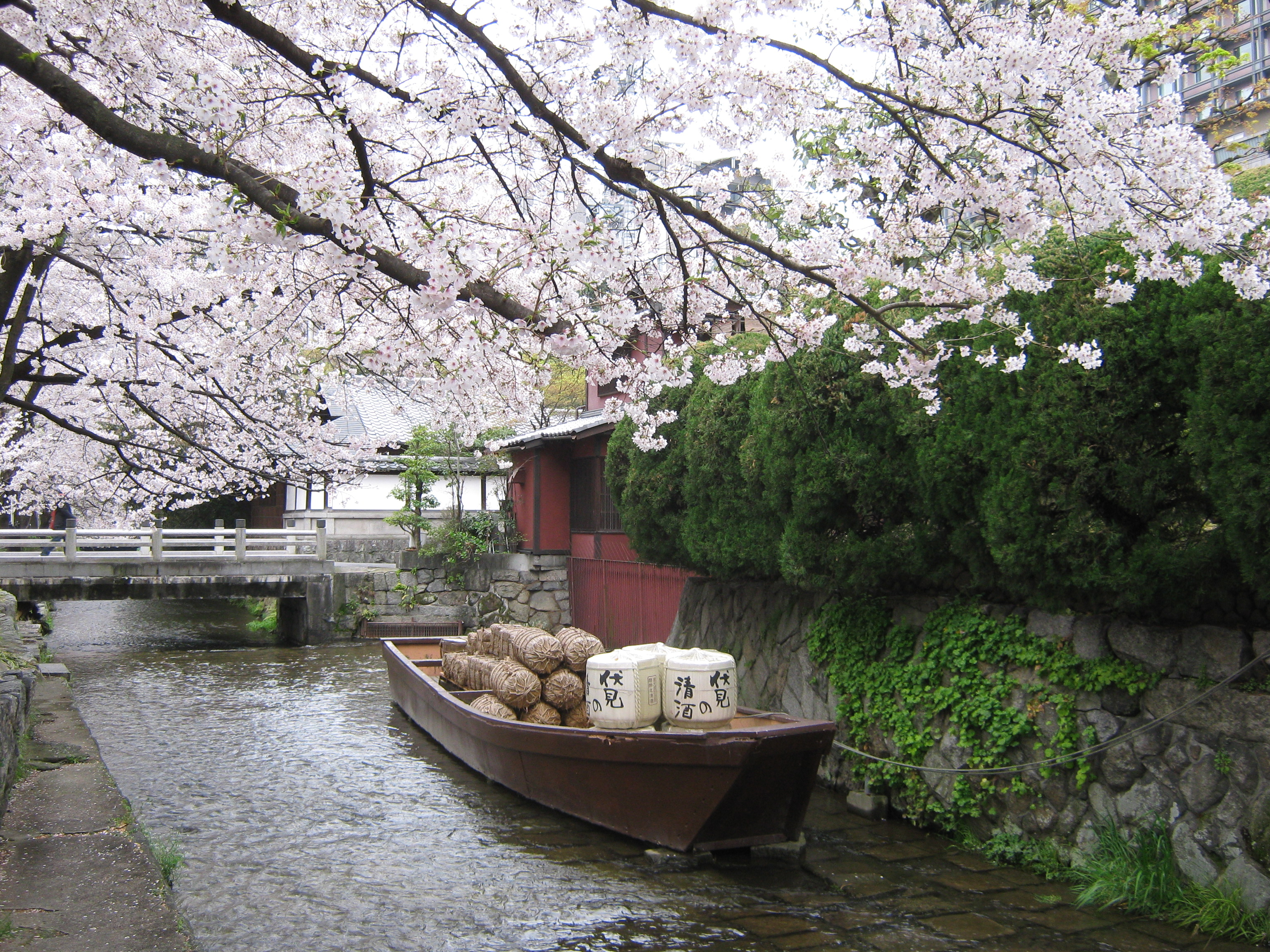
再現された高瀬舟
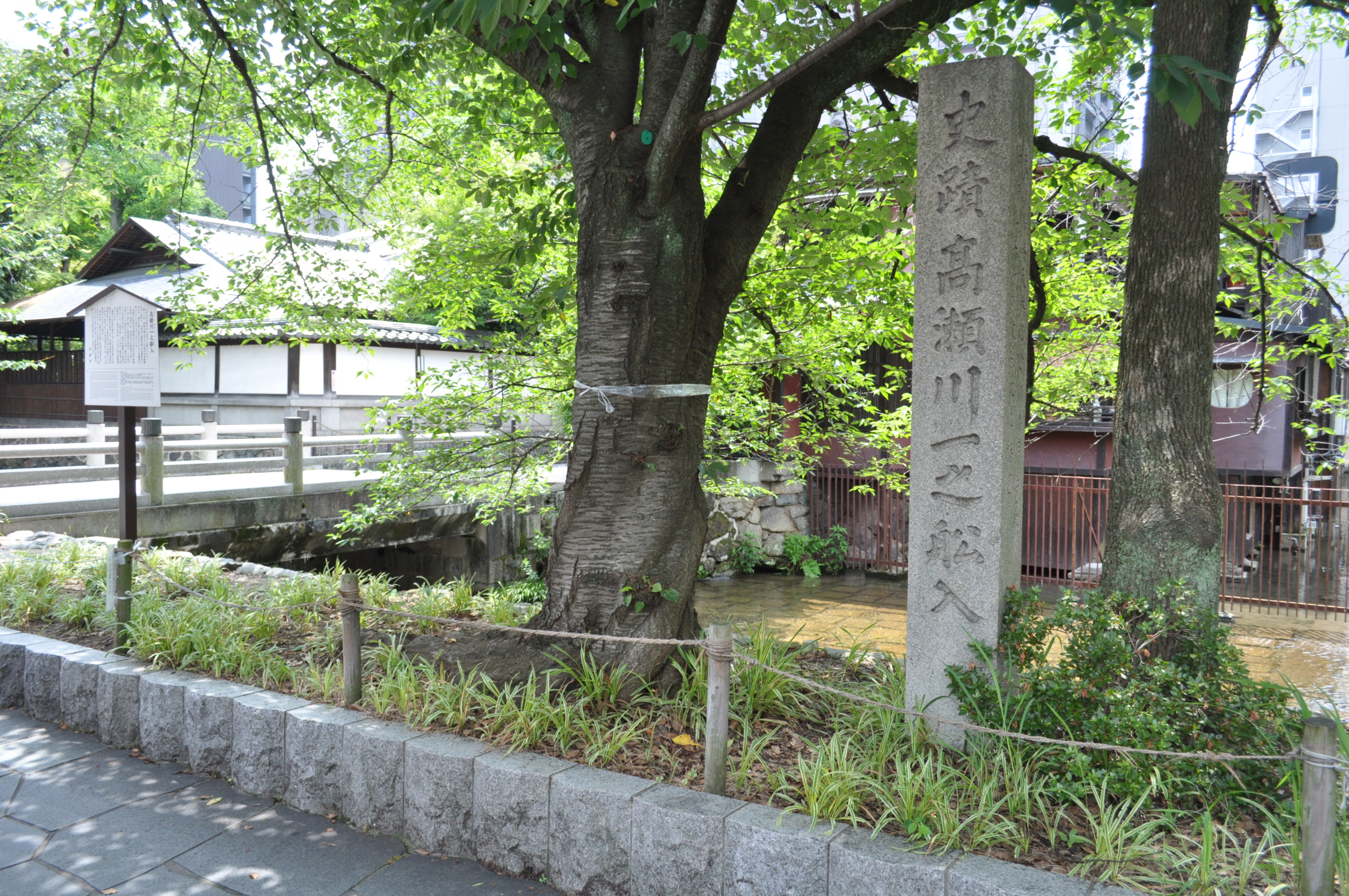
一之船入跡（2017年7月17日撮影）